# Roodkeelwidavink
De roodkeelwidavink (Euplectes ardens) is een zangvogel uit de familie Ploceidae (Wevers). De vogel werd in 1783 door Pieter Boddaert geldig beschreven als Fringilla ardens. De vogel werd echter eerder beschreven in de Histoire Naturelle van Georges-Louis Leclerc de Buffon.

## Kenmerken
Het mannetje is 25 cm lang en geheel donkerbruin gekleurd buiten het broedseizoen. In het broedseizoen is het mannetje zwart met een lange staart van circa 22 cm en een rode, halvemaanvormige vlek onder de kin. Vrouwtjes en onvolwassen vogels zijn grijsbruin met streepjes op de borst en de rug.

## Verspreiding en leefgebied
Deze soort komt voor in Sierra Leone tot Oeganda, zuidwestelijk Soedan, zuidelijk Tanzania, zuidelijk tot oostelijk Zuid-Afrika. De leefgebieden liggen in een groot aantal landschapstypen, van moerasbos tot droge savanne met struikgewas tot op een hoogte van 2200 meter boven zeeniveau. Het is geen bedreigde vogelsoort.